# الجامعة الأمريكية في باريس

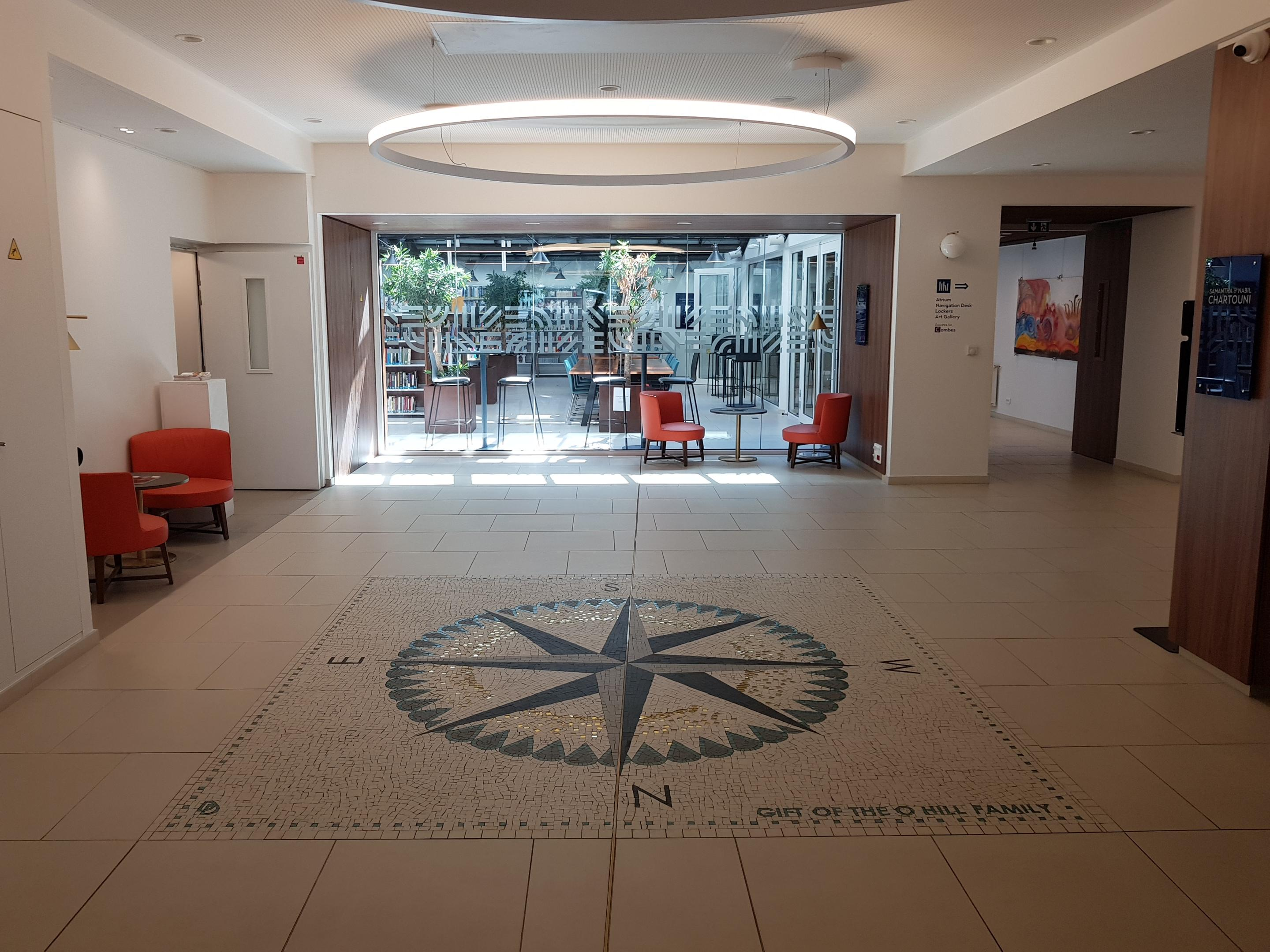
مشهد من المبنى الأكبر في الدائرة السابعة في باريس في منطقة ضفة الأورساي التعليمية المشتركة.

الجامعة الأمريكية في باريس (بالإنجليزية: The American University of Paris)‏ AUP هي جامعة فنون ليبرالية خاصة ومستقلة ومعتمدة في باريس، فرنسا. تأسست الجامعة عام 1962، وهي واحدة من أقدم المؤسسات الأمريكية للتعليم العالي في أوروبا، والأولى من نوعها في فرنسا. يتكون الحرم الجامعي من سبعة مبانٍ، تقع في موقع مركزي في الدائرة السابعة في باريس، على الضفة اليسرى بالقرب من برج إيفل، وليزانفاليد، ونهر السين.
اللغة الرسمية في الجامعة هي الإنجليزية، لكن يتوجب على الطلاب تقديم شهادة طلاقة باللغة الفرنسية قبل التخرج. لدى الجامعة أكثر من 1100 طالب وطالبة، من أكثر من 100 جنسية مختلفة، بمعدل كادر تدريسي لأستاذذ جامعي لكل 13 طالباً. يتكون الكادر التدريسي الجامعي من 21 جنسية مختلفة، ونسبة 70% ممن يحملون شهادة الدكتوراه، وما يقارب 70% من أعضاء الكادر التدريسي يتحدثون ثلاث لغات أو أكثر.
ترعى الجامعة أكثر من 200 محاضرة وسيمينارات سنوياً، وكان من المحاضرين السابقين ديفيد لينش، ومارثا نوسباوم، وجين جودال، وجي إم كويتزي، والمصور الصحفي في ناشيونال جيوغرافيك رضا،وكالفن كلاين ، وجان بيير جونيه. بالإضافة إلى ذلك، استضافت الجامعة العديد من المؤتمرات الدولية، بدعوة ما مجموعه أكثر من ألف باحث، بمن فيهم من غاري بيكر، الحائز على جائزة نوبل في العلوم الاقتصادية عام 1992؛ وفاليري جيسكار ديستان، رئيس فرنسا السابق؛ وميشيل روكار، رئيس وزراء فرنسا الأسبق. كان مؤتمر باريس المئوية، الذي عقد في مايو 2019 ، أكبر مؤتمر على الإطلاق تستضيفه الجامعة الأمريكية. وكان من بين المتحدثين آدم توز من جامعة كولومبيا ومارغريت ماكميلان من جامعة أكسفورد.
تمنح الجامعة درجات فخرية منذ عام 1984. من بين المستفيدين العلماء والكتاب والفنانين والشخصيات السياسية والباحثين، بما في ذلك جين كيلي وأوليفيا دي هافيلاند وليزلي كارون وروبرت ويلسون وبيير سالينجر وجيسي نورمان وآي إم بي وويليام ستيرون وسيمون ويزنثال وباميلا هاريمان وسيمون فاي، وسارجنت شرايفر، وجيمس إيفوري، وبرنارد كوشنر، ميشيل روكارد، وكريستين لاغارد، كريستين أمان بور، وأون سان سو تشي ، تزفيتان تودوروف ، موريل سبارك، مافيس جالانت، وجي إم كويتزي ، ويوجين لانج ، وبول مولدون، جين جودال، أرشي شيب، ديفيد ماكولوغ، ولويز أربور، مارغريت ماكميلان، وآر. نيكولاس بيرنس ، ومارثا نوسباوم.

## نبذة تاريخية
تأسست الجامعة عام 1962 على يد لويد ديلاماتر، وكان عندئذ في الأربعين من العمر، وموظفاً في السلك الدبلوماسي الأمريكي في باريس، انطلقت باسم الكلية الأمريكية في باريس ACP، ولم تتحول إلى الجامعة الأمريكية في باريس إلا بعد 26 عاماً.
انطلقت الكلية في البدء بسنتين دراسيتين في الكنيسة الأمريكية في باريس، وتألف الفصل الافتتاحي من 100 طالب، معظم الطلبة كانوا من أعضاء الخدمة الأمريكية والمغتربين القاطنين في باريس وأوروبا. كان في الكلية 15 أستاذاً جامعياً يعطون فصولاً في الاقتصاد واللغة الإنجليزية والفنون الجميلة، وتاريخ الدولة، واللغة الفرنسية والألمانية والإسبانية، والرياضيات والفلسفة، وعلم الاجتماع. عام 1964، تخرجت أول دفعة من الطلبة بأربعين طالباً ليأخذون شهادة التعليم الجامعي «الدبلوم» لسنتين دراسيتين وينتقلون لإكمال الدراسة في الولايات المتحدة.
من أهم التوجهات التي ترعاها الجامعة هي البرنامج الثقافي، الذي أنشأته ماري ديلمتر (زوجة لويد ديلمتر مؤسس الكلية) و والتر ج. برينان (أول مدير لهذا البرمج). يهدف البرنامج الثقافي بدوره لتأمين إمكانية زيارة الطلاب للمتاحف والآثار والمدن الأخرى لدعم الدراسة النظرية بالعملية. مازال هذا البرنامج ينظم الجولات والرحلات التعليمية للطلاب حتى العام 2021.
تغيرت البنية الطلابية للجامعة الأمريكية مع الزمن، يعود ذلك لعدة أسباب منها انخفاض عدد أعضاء الخدمة الأمريكية العسكرية في أوروبا. بعد ثلاثة عشر عاماً من تأسيس الكلية، أصبح أكثر من نصف الطلاب من غير الأمريكيين. عام 1978، أصبحت الكلية الأمريكية في بيروت ذا نظام تعليمي بأربع سنوات دراسية معتمدة رسمياً، ومؤهلة لمنح الدرجات الجامعة، تبع ذلك تغير في الاسم إلى الجامعة الأمريكية في باريس  (بالإنجليزية: American University in Paris)‏ عام 1988.
وتقدمت الجامعة في عام 2006، لتقدم درجة الماجستير في بعض الأقسام. عززت الجامعة مباني الحرم الجامعة في الفترة الأخيرة، لتضيف عدة أبنية في الدائرة السابعة كان أكبرها في منطقة ضفة الأورساي التعليمية المشتركة، وهي ذات المنطقة التي توجد فيها الكنيسة الأمريكية التي انطلقت منها الكلية.

## الاعتماد الدراسي
الجامعة الأمريكية في باريس معتمدة من رابطة الولايات المتوسطة للكليات والمدارس [الإنجليزية]. تصنف الجامعة بكونها هيئة تعليمية غير ربحية تأسست في ولاية ديلاوير ومرخصة من مجلس الدولة للتعليم بصفة مؤسسة للتعليم العالي في ديلاوير. سُجلت الجامعة الأمريكية في باريس في الولايات المتحدة كمنظمة غير هادفة للربح 501 (c)(3).
تمنح الجامعة درجات البكالوريوس في الفنون والعلوم، وماجستير في الفنون، والعلوم معتمدة من رابطة الولايات الوسطى للكليات والمدارس. وهي مخولة لتقديم هذه الدرجات عبر ولاية ديلاوير.
أعلنت عمدة باريس عن أن الجامعة الأمريكية في باريس هي مؤسسة تعليم عالي خاصة مجانية. وقد احتفظت بهذه الصفة منذ افتتاحها عام 1964. يُماثل النظام التعليمي في الجامعة النظام التعليمي المعتمد رسمياً في الولايات المتحدة الأمريكية، إذ تمنح درجات البكالوريوس وتماثل البكالوريوس الفرنسي (بأكثر من ثلاث سنوات دراسية BAC+3) مما يسمح لطلاب هذه الجامعة بالتقدم للدراسات العليا في نظام التعليم العالي الفرنسي بعد الانتهاء من درجة البكالوريوس فيها. كما تعترف بشهادات الجامعة الأمريكية في باريس بشكل منفصل في وزارات التعليم العالي لكل من النرويج وتركيا.

## الحياة العلمية

### المرحلة الجامعية الأولى
يجب على جميع الطلبة إكمال متطلبات المناهج الأساسية العالمية للفنون الليبرالية GLACC لكونها جزءاً من المناهج الدراسية المعتمدة في الجامعة. تتضمن المتطلبات إظهار المعرفة في العلوم واللغة الإنجليزية واللغة الفرنسية والرياضيات وإنهاء ما يدعى بالجسر الأول (بالإنجليزية: FirstBridge)‏، وهو مجموع متطلبات السنة الدراسية الأولى في الكلية. تتضمن المناهج الأساسية العالمية للفنون الليبرالية أيضاً برنامجاً تدريبياً ومشروعاً أساسياً.
توفر الجامعة 27 تخصصاً جامعياً أساسياً و 34 تخصصاً فرعياً في المرحلة الجامعة الأولى، بالإضافة لحصص تعليمية تغطي مختلف المواد، بما فيها الفنون الجميلة، وتاريخ الفن، والعلوم البيئية، ودراسات النوع الاجتماعي، والرياضيات، وعلوم الحاسوب، والعديد من اللغات بما فيها الفرنسية واللاتينية والإغريقية.
تحوي الجامعة على 11 كلية هي:
- كلية تاريخ الفن والفنون الجميلة
- كلية الأدب المقارن واللغة الإنجليزية
- كلية علوم الحاسوب والرياضيات وعلوم البيئة
- كلية الاقتصاد
- كلية الدراسات السينمائية
- كلية الدراسات الفرنسية واللغات المعاصة
- كلية الاتصالات العالمية
- كلية التاريخ
- كلية السياسة الدولية والمقارنة
- كلية إدارة الأعمال الدولية
- كلية علم النفس

بالإضافة لإمكانية الطلاب إعداد التخصص الخاص بهم، ويُشار إليه بالتخصص المصمم ذاتياً عند التخرج.

### الدراسات العليا
توفر الجامعة 10 برامج دراسية عليا هي:
برامج الماجستير (38 ساعة معتمدة)
- ماجستير الفنون في الشؤون الدولية

برامج الماجستير البحثي (40-48 ساعة معتمدة)
- ماجستير العلوم في:
  - الإدارة الدولية.
  - الإدارة الدولية تخصص مسار الأنظمة المستدامة.
  - الإدارة الدولية تخصص المنظمات غير الربحية والبعثات الدولية.
- ماجستير الفنون في:
  - التواصل العالمي.
  - التواصل العالمي تخصص التواصل التنموي.
  - التواصل العالمي تخصص الموضة.
  - التواصل العالمي تخصص الثقافة الرقمية ومسار الصناعات.
- ماجستير الآداب في الدبلوماسية والقانون الدولي.

برامج الماجستير البحثي (62 ساعة معتمدة)
- ماجستير الآداب في الشؤون الدولية وحل النزاعات وتنمية المجتمع المدني.

### المساعدات المالية والمنح الدراسية
تمنح الجامعة الأمريكية في باريس أكثر من 4 ملايين يورو مساعدة مالية كل عام. تقدم الجامعة عدة أنواع من المنح الدراسية على أساس التفوق العلمي، بما في ذلك منح خاصة للطلاب الذين حصلوا على دبلوم البكالوريا الدولية. يمكن للطلاب الحصول على تخفيض يتراوح من 36٪ إلى 75٪ من الرسوم الدراسية حسب النتيجة النهائية. تقدم الجامعة أيضًا مساعدة مالية ممولة من الجامعة، والتي تعتمد على الحاجة والجدارة العلمية. تُمنح المنح الدراسية تلقائيًا بينما يجب على الطلاب الراغبين في الحصول على المساعدات المالية بالتقدم لها بشكل منفصل. تتراوح المساعدات المالية الإجمالية من 25٪ إلى 50٪. عدد محدود من الحوافز الدراسية يمكن ان تصل حتى 75٪ من الرسوم الدراسية. تعد الجامعة أيضًا مدرسة من الدرجة الرابعة ، مما يؤهلها للتصديق على القروض الفيدرالية الأمريكية للمواطنين الأمريكيين والمقيمين الدائمين.

## برنامج المهارات المهنية العالمي
تشجع الجامعة الطلاب على التسجيل في برنامج المهارات المهنية العالمية GPS، الذي أُطلق في ربيع عام 2017، ويهدف البرنامج لتحسين المهارات التي تركز على الحياة المهنية ومساعدة الطلاب على تطوير الكتابة السردية في الحياة الشخصية التي تفيدهم بعد التخرج. يمكن الاشتراك في البرنامج خلال الدراسة الجامعية في الجامعة الأمريكية في باريس، ويقدم مشروع التخرج عبر أطروحة تقدم للجنة الخريجين وأرباب العمل وأعضاء الهيئة التدريسية، فيما يحصل المتخرج الأول على جائزة عند التخرج.
بالإضافة إلى ذلك، يجمع برنامج المهارات المهنية العالمية إنجازات الطلاب المشتركة في المناهج الدراسية في سجل شخصي للمناهج الدراسية (CCR). تسجل أنشطة الطلاب من فصل دراسي إلى فصل دراسي من خلال تتبع الحضور، والتي تزامن من خلال منصة نشاط الحرم الجامعي عبر الإنترنت التي تواجه الطلاب في الجامعة الأمريكية في باريس (AUP Engage). سيحصل الطلاب الذين يكملون متطلبات برنامج المهارات المهنية العالمية أيضًا على شهادة البرنامج ويضاف ذكر إنهاء برنامج المهارات إلى النسخة العلمية الرسمية للجامعة الأمريكية في باريس.
- الحرفية الاستقلالية، التفكير الإبداعي.
- الطلاقة الثقافية التواصل التكييفي مع المنظور العالمي.
- القيادة المسؤولية والنقاط القيادية.
- الشخصية الاندماج، مثقفو الحياة.

يرتكز برنامج المهارات المهنية العالمية على ثلاث برامج أساسية مع برنامج اختياري من البرامج المقدمة.
1. الحد الأدنى من متطلبات المشاركة . يشار إلى هذا باسم مسار البرنامج المهني العالمي، والذي يدخل إلى AUP Engage. يتضمن ذلك حضور الحد الأدنى من الأحداث والأنشطة التي تضمن كل من الركائز الأربع المذكورة أعلاه.
2. ورشة عمل تصميم السرد الخاص بك (DYN): تساعد هذه الورشة الطلاب الذين في سن التخرج (مفتوحة للجميع، بغض النظر عن المشاركة في البرنامج المهني العالمي) لتوضيح الروابط بين الخبرات الجامعية وأفكار وخطط لما بعد التخرج. تعمل هذه الورشة التي تستغرق ساعتين على الترويج لاستراتيجيات حول كيفية «عرض» الطلاب على أصحاب العمل المحتملين، وصناع القرار للقبول في المدارس العليا، والمستثمرين، وما إلى ذلك. حيث توفر الورشة الإرشادات الخاصة بكيفية ترجمة كل هذا إلى سردهم الشخصي - وهو المطلب الثالث والأخير لبرنامج المسار المهني العالمي.
3. تقديم السرد الشخصي . يحدد الطلاب هدفًا معينًا، ثم يقومون بتكوين سرد يتخيل أنهم يقدمون أنفسهم في سياق هذا الهدف - إلى صاحب العمل، ومستشار القبول في كلية الدراسات العليا، والمستثمر الملاك، وما إلى ذلك. تنسيق السرد مفتوح، لكن التنسيقات الشائعة تشمل عروضاً تقديمية على برامج مثل مايكروسوفت باوربوينت و بريزي، وعروضاً مسجلة، والموقع الإلكتروني، وتصاميم سابقة، والأطروحة، وما إلى ذلك.
4. عروض الفريق وجلسات التدريب (اختياري) : بالإضافة إلى متطلبات البرنامج الثلاثة، يتمتع الطلاب في سن التخرج في برنامج المسار المهني بخيار تقديم سردهم الشخصي إلى لجنة من خريجي الجامعة الأمريكية في بيروت وأرباب العمل وأعضاء هيئة التدريس في أبريل من سنتهم الأخيرة. يحصل المشاركون على تعليقات بناءة فورية حول عروضهم التقديمية، وتضاف العروض المميزة إلى لوحة رئيس البرنامج، والتي تُعرض في حفل توزيع شهادات البرنامج، وقبل البدء بالتوزيع مباشرة. ينظم مكتب الوظائف والتدريب الداخلي عددًا كبيرًا من جلسات التدريب الجماعية.

## البرنامج الثقافي
يهتم البرنامج الثقافي بتأمين الرحلات التعليمية الثقافية للطلاب والرحلات الدراسية التي يقودها أعضاء الهيئة التدريسية، بالإضافة لأنشطة أخرى تتراوح مدتها من عدة ساعات إلى عدة أشهر ووجهات مختلفة في أنحاء العالم منها لندن وأيسلندا وروما وفاس وأوروفيل، والهند. يمنح صندوق الإعانة (Coup de Pouce) إمكانية تقدم الطلبة للحصول على مساعدة مالية للرحلات الدراسية التي يقودها أعضاء هيئة التدريس.

## الحرم الجامعي
تقع الجامعة الأمريكية في باريس في الدائرة السابعة على الجهة اليًسرى وبالقرب من برج إيفل ونهر السين وليزانفاليد. ويتكون الحرم الجامعي من سبعة أبنية.
بدأت الجامعة عام 2004، خطة ترميمية للحرم لترميم الأبنية جميعها. رمم مبنى الكومب عام 2014، وأصبح مركز الأنشطة الطلابية، ويحوي أيضاً مقهى أميكس (AMEX) -المشروبات الأمريكية- ونادي طلابية، واتحاد للطلبة، ومركز تامر سلمان الإعلامي، وومركز جوي وإدوارد فريمان للعلوم البيئية، بالإضافة إلى المعارض الفنية، ومكاتب أعضاء هيئة التدريس والفصول الدراسية ومعرض الجامعة للفنون الجميلة. استقبل المعرض -الذي أسسه الأستاذ الفخري رالف بيتي في عام 2003- أكثر من 120 معرضاً فنياً حتى الآن، ويرعاه اليوم جوناثان شيموني، أستاذ الفنون الجميلة في الكلية.
انتقلت إدارة الجامعة في صيف 2015 للمبنى المجدد في جادة برج مولبورج. وأنهت الجامعة تجديد المبنى الجديد الذي عرف بالساحة التعليمية المشتركة في ضفة الأورساي. ويمتد المبنى على مساحة 2000 م2 على مبنى بعشر طوابق. يستضيف المبنى الجديد جامعة الكلية، ومركز الموارد التعليمية، والمراكز المدمجة للباحثين، ومركز العمل والباحثين. يتصل مبنى الساحة التعليمية مع مركز كومب للحياة الطلابية عبر ردهة زجاجية، ويشكل المبنيان سوياً مركز التعليم والحياة اطلابية والذي يقدم جميع الخدمات الطلابية في مبنى مدمج واحد. التجديد النهائي للمبنى الموجود شارع المونتسوي والذي صمم ليكون مركزاً للفن، من المخطط البدء به عام 2020.

## المكتبة
تفتح الجامعة أبوابها لجميع المجتمع الجامعي، وتقع في المبنى الذي على ضفة الأورساي. توفر الجامعة أكثر من 41,000 كتاب ورقي وأكثر من 545,000 كتاب إلكتروني، بالإضافة لأكثر من 29,000 قرص مضغوط. مع إمكانية الوصول للجامعات الأخرى حول باريس.
توفر الجامعة أيضاً الوصول للموارد الإلكترونية بما فيها الكتب والموسوعات الإلكترونية، والمجلات العلمية وكامل معلومات قواعد البيانات.
يوجد في المكتبة أيضا غرف للدراسة الجماعية وغرف للقراءة، والوصول للإنترنت. بالإضافة لمخارج كهربائية للعمل على الحواسيب المحمولة والشاشات المسطحة للبحث والدراسة عبرها. يساعد طاقم المكتبة الوافدين في البحث وتقديم المعلومات بما فيها مصادر إضافية في باريس أيضًا.

## البرامج الرياضية
للجامعة الأمريكية في باريس تاريخ عريق في المجال الرياضي، تأسس أول فريق رياضي بعد عام واحد من إنشاء الكلية عام 1962، وعلى مدار العقود التالية، قدمت الجامعة العديد من الفرق الرياضية التي لايزال البعض منها ناشطاً في الجامعة حتى اليوم، بما في ذلك فريق كرة الطائرة والفروسية.
بعد إعادة إنشاء برنامج الأنشطة الرياضية الصغيرة في خريف 2008، يشارك برنامج ألعاب القوى اليوم بانتظام في بطولات الجامعات الإقليمية (CRSU) مع فرق مختلفة. يمكن للطلاب الذهاب إلى الاختبارات ودمج الفرق التنافسية، ولكن لديهم أيضًا إمكانية المشاركة في الأنشطة الترفيهية. نظرًا لتعاونها مع النوادي الرياضية المحلية وشركات اللياقة البدنية، يستفيد طلاب الجامعة من اشتراكات خاصة لعضوية بعض الصالات الرياضية، بالإضافة إلى ذلك، يدعم مكتب ألعاب القوى الطلاب في إنشاء فريق/ نادي رياضي خاص بهم في الجامعة. ينظم مكتب ألعاب القوى في الجامعة الأمريكية في باريس أيضًا فعاليات خيرية يساهم فيها الطلاب الرياضيون.

## الحياة الطلابية
تستضيف الجامعة نحو 1115 طالباً من أكثر من 100 جنسية مختلفة ضمن الحرم الجامعي. وتوفر الدراسة المشتركة بين الطلاب واللقاءات في النوادي والمنظمات منها عربسك والجامعة الأمريكية في باريس للتوافق التي تهتم بالأشخاص الذين تعرضوا للاعتداءات وتسعى لدعمهم، ونادي الطلاب المهجرين ونادي المناظرات والسياسة ورابطة الطلاب الحكومية، ومجلس الطلاب الخريجين.
يدير الطلاب أيضاً الإنتاج الإعلامي المطبوع والرقمي منها بالإضافة للبث الإذاعي، تنتج الجامعة مجلة الطاووس (بالإنجليزية: Peacock Magazine)‏، وكتابة المقالات للموقع الطلابي الإخباري (The Plume). بالإضافة للمقاطع المسجلة والفيديوهات لنادي الإنتاج الجامعي الخاص (Peacock TV). ينظم النادي الإذاعي للجامعة عرضاً يومياً إذاعياً. تدعم الجامعة وسائل الإعلام الطلابية من خلال ثلاث ورش عمل إعلامية تتيح للطلاب المشاركة في فرق الإنتاج التي يشرف عليها أعضاء هيئة التدريس والموظفون.
يعيش الطلاب في مدينة باريس. في عام 2013، دخلت الجامعة في شراكة مع شركة (Comforts of Home التي غيرت اسمها اليوم لتصبح BlueStripe Paris) لتزويد جميع الطلاب بخيارات السكن المفروشة والمجهزة بالإنترنت والمشتركة في شقق بغرفتي نوم إلى ثلاث غرف نوم. يُطلب من جميع الطلاب الوافدين في السنة الأولى والمحولين والزيارات ترتيب سكنهم من خلال الجامعة، إما في شقة طلاب مشتركة أو في إقامة منزلية. طلاب الدراسات العليا أوالطلاب الجامعيين العائدين لديهم خيار البحث عن شقة مستقلة بمساعدة مكتب الحياة السكنية.
أُنشئ مركز الموارد الأكاديمية (ARC) لربط التكنولوجيا بالمنهج الدراسي ولتكملة خدمات الدعم الأكاديمي في الجامعة. يقع المركز في مبنى ضفة الأورساي التعليمية المشتركة، ويوفر خدمات متعددة للطلاب، بما في ذلك محطات أبحاث المكتبات ومعدات إنتاج الفيديو وخدمات التدريس من الأقران ومختبر الكتابة.

## أساتذة بارزين
- جيم بيترمان - كبير المراسلين الأوروبيين لشبكة سي إن إن في باريس
- مادلين تشيجلير - صحفية أزياء
- أوليفر فيلثام - فيلسوف
- ماثيو فريزر - أكاديمي بريطاني كندي ومؤلف وصحفي سابق. كان المحرر السابق لصحيفة ذا بوست وشارك في استضافة برنامج تلفزيوني أسبوعي على قناة سي بي سي للأخبار العالمية بعنوان "Inside Media"
- هول جاردنر - أستاذ السياسة الدولية
- فيليب غولوب - عالم سياسي
- دان جان - كاتب ومترجم، محرر مشروع رسائل صمويل بيكيت
- ميشيل كو - مؤلفة ومؤرخة
- زياد ماجد - باحث سياسي
- علي رهنمة - اقتصادي ومؤرخ
- ستيفن سوير - مدير مركز دراسات الديمقراطية النقدية
- بريان شيف - مدير مركز جورج وإرينا شيفر لدراسة الإبادة الجماعية وحقوق الإنسان ومنع النزاعات
- كريستي شيلدز - عالم أنثروبولوجيا

## خريجون مميزون
تضم الجامعة أكثر من 20000 خريج يعملون ويعيشون في 145 دولة. تشير دراسة أجريت على حديثي التخرج إلى أن 93٪ منهم يعملون أو يتابعون دراساتهم العليا خلال عام واحد من التخرج. أفاد غالبية الخريجين أن الجامعة الأمريكية في باريس كانت مفيدة في مساراتهم المهنية. أفاد نصف الخريجين أنهم كانوا يتابعون الدراسات العليا أو المهنية لمدة ثلاث سنوات. تسعة من كل عشرة خريجين يجيدون لغتين أو أكثر، ويقول 87٪ أن حياتهم المهنية تنطوي على عنصر دولي. وعمل أكثر من نصفهم أيضًا في بلد ليس موطنهم الأصلي. بعض أسماء الخريجين المميزين:
- كليو فون أديلسهايم - نبيلة وممثلة ألمانية
- ديانا ألفاريس بيريرا دي ميلو ، دوقة كادافال الحادية عشرة - النبيلة البرتغالية
- طارق بن عمار - منتج وموزع أفلام
- باميلا بورديس - عارضة أزياء ومصورة هندية وملكة جمال الهند عام 1982
- أندريا كاسيراغي - الرابع في ترتيب ولاية عرش موناكو
- كيه سي كونسيبسيون - ممثلة، مغنية، VJ ، عارضة أزياء، ممثلة مسرحية وسفيرة ضد الجوع لبرنامج الغذاء العالمي التابع للأمم المتحدة (WFP)
- دافينا دورغانا - إحصائية في مجال حقوق الإنسان
- إيفا جرين - ممثلة وعارضة أزياء فرنسية
- تارا جارمون - مصممة أزياء كندية
- جيزيل كردستاني - رجل أعمال تقني
- أليكس كو - نجم برودواي بيلي إليوت الموسيقي ؛ مؤلف؛ كاتب / مخرج سينمائي حائز على جوائز
- كريستينا دي لابوتشيري - راعية الفنون
- كلير لاديماخر - عالمة أخلاقيات بيولوجية ألمانية وأميرة لوكسمبورغ
- وانيا لايبوني - رجل أعمال
- بيجي لينر - عضو مجلس الشيوخ عن ولاية أوهايو
- جيسيكا نيومان - مديرة JustWorld International
- أوليفيا باليرمو - شخصية اجتماعية أمريكية، تظهر في برنامج الواقع على قناة MTV The City
- فرناندو ريس - سائق سيارة سباق برازيلي محترف
- دانيال روز - شيف أمريكي مقيم في باريس
- إيمي سار فال - صحفية ورائدة أعمال
- سلطان سعود القاسمي - مترجم وقيّم فني وصحفي
- جون فيليز دي سيغوفيا - أمريكي اجتماعي، قريب من لوبي فيليز [44]
- إليزابيث فون ثورن و تاكسيس  [لغات أخرى]‏ - الأميرة والمدونة الألمانية
- جينا توري - مستشارة أولى، برامج جائزة نوبل للسلام العالمية
- مايكل ج. فارهولا - مؤلف ومحرر وناشر أمريكي
- مايكل ويثرلي - ممثل أمريكي

## روابط إضافية
- الجامعة الأمريكية في باريس
- معرض الفنون الجميلة للجامعة الأمريكية في باريس
- وسائل الإعلام الطلابية للجامعة الأمريكية في باريس